# Вор (Західна Вірджинія)
Вор (англ. War) — місто (англ. city) в США, в окрузі Мак-Дауелл штату Західна Вірджинія. Населення — 623 особи (2020).

## Географія
Вор розташований за координатами 37°18′26″ пн. ш. 81°40′43″ зх. д. / 37.30722° пн. ш. 81.67861° зх. д. (37.307118, -81.678477).  За даними Бюро перепису населення США в 2010 році місто мало площу 2,38 км², з яких 2,31 км² — суходіл та 0,08 км² — водойми.

## Демографія
Згідно з переписом 2010 року, у місті мешкали 862 особи в 373 домогосподарствах у складі 243 родин. Густота населення становила 362 особи/км².  Було 436 помешкань (183/км²).
Расовий склад населення:
| - 94,7 % — білих - 3,2 % — чорних або афроамериканців - 0,6 % — корінних американців |

До двох чи більше рас належало 1,5 %. Частка іспаномовних становила 0,6 % від усіх жителів.
За віковим діапазоном населення розподілялося таким чином: 19,5 % — особи молодші 18 років, 60,8 % — особи у віці 18—64 років, 19,7 % — особи у віці 65 років та старші. Медіана віку мешканця становила 44,7 року. На 100 осіб жіночої статі у місті припадало 96,8 чоловіків;  на 100 жінок у віці від 18 років та старших — 88,1 чоловіків також старших 18 років.
Середній дохід на одне домашнє господарство  становив 30 765 доларів США (медіана — 20 625), а середній дохід на одну сім'ю — 34 409 доларів (медіана — 23 750). Медіана доходів становила 40 714 долари для чоловіків та 28 750 доларів для жінок. За межею бідності перебувало 46,0 % осіб, у тому числі 78,6 % дітей у віці до 18 років та 9,8 % осіб у віці 65 років та старших.
Цивільне працевлаштоване населення становило 143 особи. Основні галузі зайнятості: освіта, охорона здоров'я та соціальна допомога — 36,4 %, сільське господарство, лісництво, риболовля — 15,4 %, роздрібна торгівля — 14,0 %.